# Cristóbal Vela

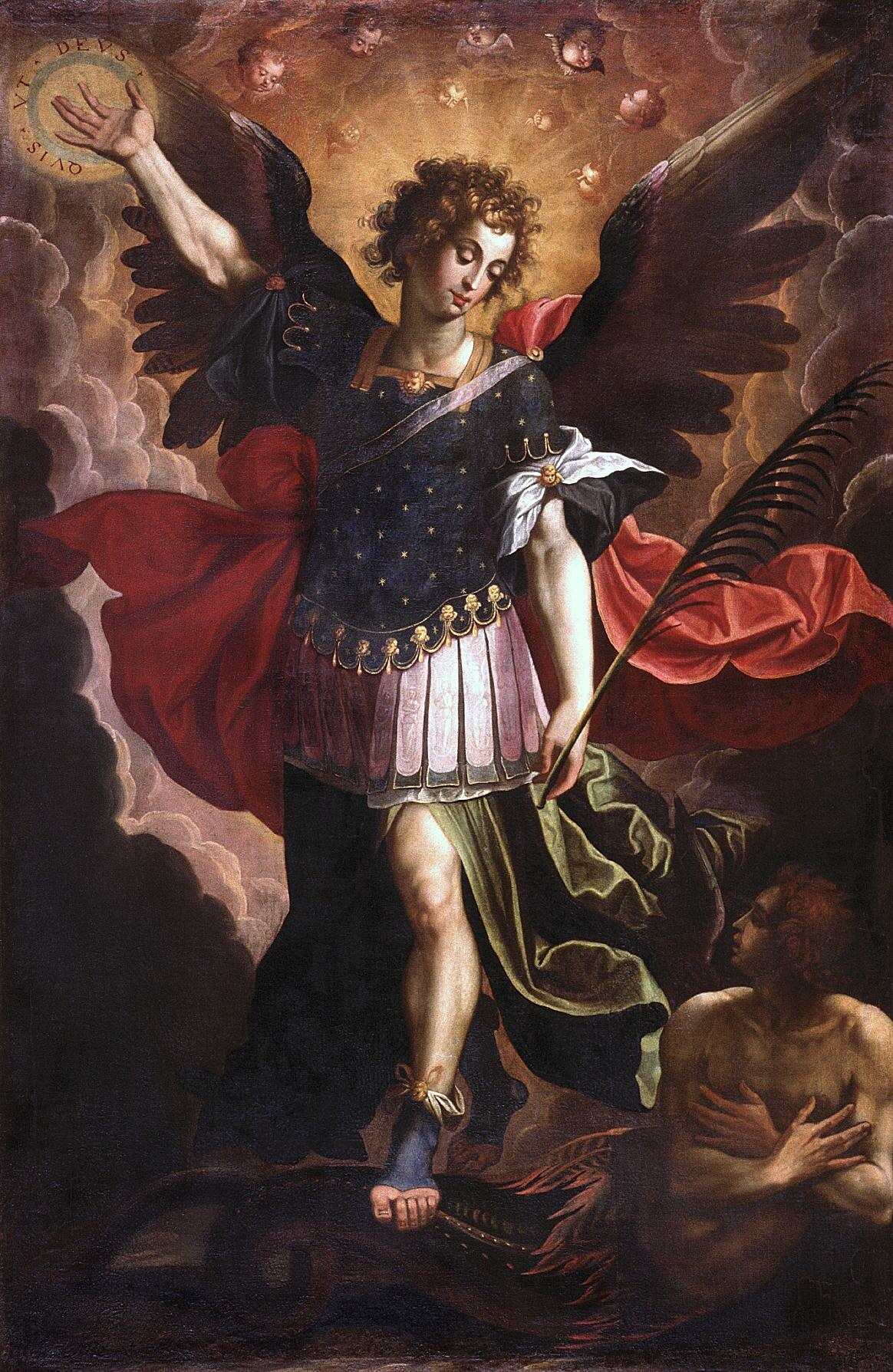
San Miguel Arcángel, óleo sobre lienzo (177 x 117 cm.)Museo de Bellas Artes de Córdoba. Copia de un grabado de Hieronymus Wierix a partir de un cuadro de Marten de Vos.

Cristóbal Vela (c. 1588-1654), fue un pintor y dorador barroco español, de formación manierista.

## Biografía y obra
Nacido en Jaén, Antonio Palomino afirma que se formó en Córdoba, en la escuela de Pablo de Céspedes, de donde pasó a Madrid para perfeccionarse en la escuela de Vicente Carducho, llegando a ser buen inventor y «gran dibujante, aunque de poco gusto en el colorido». Pérez Sánchez, por su parte, advierte claras influencias de Carducho en la obra de Vela, especialmente en las pinturas murales de la iglesia del convento de San Agustín de Córdoba, «con su gravedad escurialense».
No resulta fácil, sin embargo, conciliar tales afirmaciones con los datos documentales disponibles en relación con este pintor, a quien se encuentra en 1610 trabajando en Sevilla, donde es posible que tuviese lugar su formación. El mismo año debió de regresar a Jaén, donde contrató junto con Juan de Quintanilla el dorado y estofado del retablo de la iglesia de San Bartolomé. En Jaén seguía en 1618, cuando se hizo cargo del dorado del retablo de San Antón en la iglesia de San Juan, y 1619, en que contrató el retablo mayor de Campillo de Arenas.
En 1627 se estableció en Priego de Córdoba, donde tenía contratados los retablos de San Pedro y de Nuestra Señora del Rosario en la iglesia parroquial, siendo éstas las obras más antiguas de las conservadas en Córdoba. Allí contrajo matrimonio con Catalina Garrido y nació su hijo, Antonio Vela Cobo (1629-1675), pintor, escultor y dorador, que mantuvo abierto el taller paterno a la muerte de éste. Finalmente, a partir de 1635, se le encuentra en Córdoba, con abundante obra documentada, tanto de pintura historiada como de dorado y policromía de retablos y escultura. Así consta que en 1645 se hizo con las pinturas del retablo mayor de la catedral, en competencia con Antonio del Castillo, sustituidas en el siglo XVIII por otras de Antonio Palomino. También para la catedral pintó los lienzos de San Acisclo y Santa Victoria, que al ser rechazados por su tamaño donó a la ermita de los Santos Mártires o de Colodro, «donde como les falta la altura, y distancia, que debían tener, parecen unos gigantes». En 1648 se adjudicó el dorado y pintura del retablo de la parroquial de la Asunción de Santaella, in situ.
Pero es en las pinturas murales de la iglesia de San Agustín en Córdoba donde se encuentran sus mejores obras y, a la vez, las más evolucionadas hacia las corrientes naturalistas desde una formación inicial netamente manierista, que bebe con frecuencia de fuentes grabadas, de lo que pueden dar testimonio sus pinturas de arcángeles del Museo de Bellas Artes de Córdoba e iglesia de Santa Marina, o las distintas versiones que hizo del tema de la Inmaculada, en el retablo de Nuestra Señora del Rosario en Priego de Córdoba, parroquia de San Pedro y sotacoro de la misma iglesia de San Agustín de Córdoba, en las que sigue las indicaciones iconográficas de Francisco Pacheco.